# Felluns

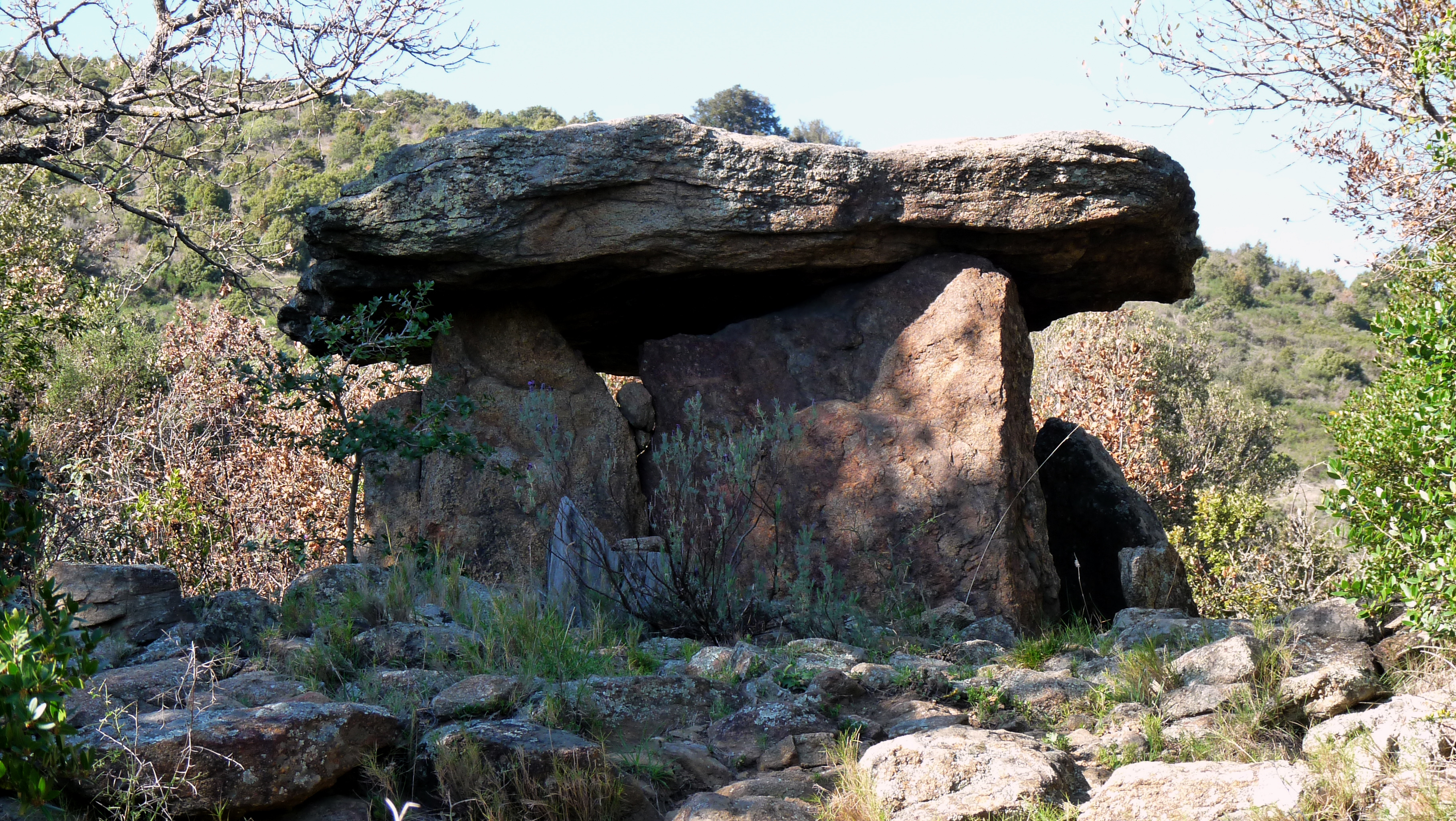
Dolmen de DePeyralade

Felluns (l'endònim occità és Felhuns o Felhunhs i oficialment, en francès, Feilluns) és un municipi de la comarca de la Fenolleda, al departament dels Pirineus Orientals.

## Elpoble
El poble de Felluns es troba a 376 m d'altitud, dominant la vora esquerra de la Matassa, al centre del terme, formant un petit agrupament de cases que presideix l'església parroquial de Santa Maria de Felluns. Prop de la ribera hi ha un antic molí.
Diversos dòlmens han estat enregistrats al territori de Felluns; el de La Cauna del Mòro, amb roques amb cúpules als voltants, al lloc dit La Molhereta; La Cabana del Mòro; la Casa del Mancho; el roc de l'Arca (que sembla un dolmen destruït). També hi ha vestigis d'habitatges prehistòrics.

## El terme
El terme municipal de Felluns, de 6.61 km² d'extensió, s'estén a la vall baixa de la Matassa, a la seva confluència amb l'Adasig. Comprèn el poble de Felluns, que agrupà l'escassa població del municipi. Limita amb els termes de Sant Martí de Fenollet (N), el Viver (NW), Prats de Sornià (SW), Pesillà de Conflent (S), Trillà (SE) i Ancinyà (E). Passa per l'extrem SE del municipi la carretera D-619, de Sant Pau de Fenollet a Prada, d'on surt la D-9, que passa per Felluns i continua vers el Viver i Caudiers.

## Orografia
Al sector N s'eleven petits serrats (574 m al Pic Laseró); en aquest sector hi ha unes pedreres de feldespat. La part N i E del terme és construïda per gneis i granits del massís de l'Aglí. Al sud de la vall de la Matassa, que travessa el terme de ponent a llevant, tot aprofitant una zona de falla, s'estén el vessant septentrional del sinclinal de Boissavila, amb esquists molt en relleu. La Matassa aflueix a l'Adasig  (procedent de Pesillà de Conflent des de migdia) a l'extrem SE. Els boscs es localitzen sobretot a l'obac de la vall, al sud del terme (La Devesa, amb alzines i roures).

## L'agricultura
La superfície agrícola es limita a 105 ha (en més d'una dotzena d'explotacions, amb una forta baixada des del 1954) amb predomini total de la vinya (96 ha, 89 de les quals de denominació d'origen controlada i 6 d'altres vins); hi ha també 6 ha de pastures i farratges i 1 d'hortalisses. Hi ha una petita cooperativa amb una capacitat inferior a 8.000 hl. Per tal de dinamitzar el turisme hom va bastir a finals del segle XX una resclosa damunt la Matassa amb finalitzat esportiva (pesca i bany).

## Història
Les formes antigues del nom del lloc (Fullonibus el 1259, Faluns el 1395, Felhums el 1408) semblen relacionar-se amb l'existència d'un molí draper o batà (fullo,-onis en llatí), que es remuntaria probablement a l'època romana. La família senyorial del Viver sembla que en tenia el domini a l'alta edat mitjana, i així el 3 de juliol de 1259 Berenguer de Viver hagué de reconèixer, davant el bisbe Jaume de Narbona, que ell i els seus pares s'havien apropiat injustament -menystenint les excomunions- dels delmes de l'església de Santa Maria de Felluns i va reconèixer tenir-los del bisbat. Posteriorment apareix unit sovint als censos demogràfics i econòmics de Pesillà. El 1750, a més de les produccions de blat, oli, sègol, mill, civada, llegums, vi, et., ultra llenya i carbó, hom enregistra que els dos llocs eren reials i que el rector era a Pesillà i el vicari a Felluns, alhora que continua detenint els drets senyorials el senyor del Viver; el 1789 hi havia dos diputats (cònsols municipals) a cadascun dels dos llocs.

## Geografia

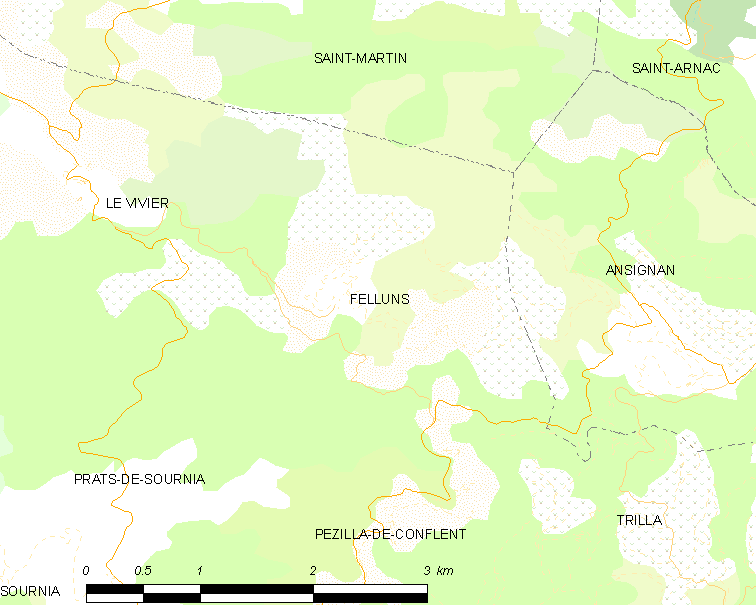
Mapa de la comuna de Felluns

## Administració i política

### Alcaldes
| Alcalde       | Període |
| ------------- | ------- |
|               |         |
| Claude Fillol | 2001-   |

## Demografia
La població era de 9 focs el 1367 (amb Pesillà), 3 focs (sense Pesillà) el 1375 i només 1 foc el 1395. El 1750 comptava, juntament amb Pesillà, 324 habitants, i el 1789 Felluns tenia 21 focs (Pesillà, 33). Al segle passat el màxim demogràfic s'aconseguí el 1861 amb 152 h; posteriorment la minva fou progressiva (110 h el 1896, 82 el 1926), amb l'excepció d'un lleuger augment el 1954 (98 h); 76 el 1968, 57 el 1975 i només 42 el 1982, arribant als 68 el 2015. Actualment, el 25% de les cases són, residències secundaries.

Població 1962-2008